# Al-Ashraf Khalil
Al-Ashraf Khalil (†14 december 1293) was sultan van de Mammelukkensultanaat Caïro tussen 1290 en 1293, hij behoorde tot de Bahri dynastie.

## Levensloop
Al-Ashraf Khalil was de tweede zoon van sultan Al-Mansur Qalawun en was ongeveer dertig jaar oud toen hij zijn vader opvolgde. Qalawun stierf toen hij het Beleg van Akko aan het voorbereiden was. Khalil maakte de klus af in mei 1291. Daarna nam hij de kruisvaardersforten van Tyrus, Sidon, Beiroet, Haifa en Tartous in.
Op 28 juni 1292 na een lange belegering werd het Romeins kasteel veroverd en daarmee kwam er een eind aan de kruistochten in de Levant. Hetzelfde jaar onderwierp hij Cilicisch-Armenië.
Vol van zelfvertrouwen werd Khalil meer en meer autoritair en schakelde voor hem onbetrouwbare medewerkers uit. Hij verkoos ook Circassiërs uit, boven, mensen van Turkse origine. Uiteindelijk werd hij door zijn entourage vermoord. Hij werd opgevolgd door zijn jongere broer Al-Nasir Muhammadl.